# Kickstarter

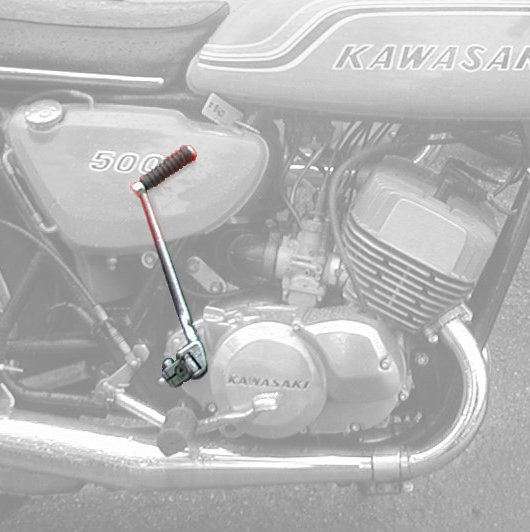
Eingeklappter Kickstarter an der rechten Fahrzeugseite: Kawasaki 500 H1

Ein Kickstarter ist eine fußbetätigte Anlassvorrichtung bei motorisierten Zweirädern. Durch den kräftigen Tritt des Fahrers (engl. kick) auf den Kickstarter wird die Kurbelwelle auf die Drehzahl beschleunigt, die zum Anspringen erforderlich ist. Mit einem Kickstarter wurden die meisten bis etwa 1970 gebauten Motorräder gestartet, dann setzten sich elektrische Anlasser stärker durch, die es jedoch auch schon vorher gegeben hatte.

## Aufbau und Funktionsweise
Es handelt sich um einen (meist einklappbaren) Hebel mit einem Pedal oder einer Trittstange außen seitlich am Motor, der im Prinzip wie eine Tretkurbel, jedoch mit eingeschränktem Drehbereich (maximal eine halbkreisweite Bewegung von 180°), arbeitet. Mittels eines Zahnradvorgeleges wird im Motorgehäuse die Bewegung auf die Kurbelwelle (Primärkickstarter) oder auf die Getriebevorgelegewelle (Sekundärkickstarter) übertragen. Einige Motorräder mit längsliegender Kurbelwelle haben einen Kickstarterhebel, bei dem quer zur Fahrzeuglängsachse getreten werden muss. 
Zwischen Kickstarterwelle und Getriebe- oder Kurbelwelle befindet sich ein Ratschen-Freilauf, um einerseits durch kurze Teilbetätigung vor dem eigentlichen Start-Tritt die Kurbelwelle in eine geeignete Ausgangsposition (Totpunktsuche) zu bringen, andererseits dem anspringenden Motor zu erlauben, frei hochdrehen zu können. Meist ist der komplette Mechanismus durch eine Steuerkulisse in der oberen Ruhestellung komplett ausgerückt und mechanisch vollständig (in beiden Drehrichtungen) von den rotierenden Getriebewellen abgekoppelt; bei vielen Viertaktern ist dies auch am unteren Endbereich des Betätigungsweges der Fall, um den Benutzer vor Verletzungen durch einen eventuell „zurückschlagenden“ Motor (Laufrichtungswechsel, kurzes Zurücklaufen entgegen der eigentlichen Drehrichtung) bei den ersten Arbeitstakten zu schützen.

## Startvorgang
Je nach Ergonomie wird der Kickstarter meist links neben dem Motorrad stehend (Kickstarter auf der linken Motorseite) oder aufgesessen bzw. über dem Motorrad stehend (Kickstarter auf der rechten Seite) in der Regel mit dem rechten Fuß betätigt. 
Da der Motor durch den eingeschränkten, erzielbaren Drehwinkel nur wenige Male oder gar nur einmal (bei größeren Einzylinder-Viertaktmotoren) über einen Zündungstotpunkt gedreht wird, ist es wichtig, die vom Hersteller vorgegebene Startprozedur (oft sind dies Punkte wie sicherer Stand, Einklappen der Beifahrerfußraste, Betätigen der Kaltstarthilfen wie Tupfer oder Choke, ggf. Warmstarthebel oder -knopf, Ansaugen ohne Zündung, richtige Position der Kurbelwelle, Betätigung des Dekompressionshebel bzw. Aktivierung des automatischen Ventilaushebers, Zündung einschalten, Gasstellung) vor dem eigentlichen Starttritt genau einzuhalten, um einen zuverlässigen Start mit möglichst wenigen Versuchen zu erzielen. Der Tritt soll – insbesondere bei großvolumigeren Motoren – nicht halbherzig, sondern mit spürbarem Krafteinsatz über den gesamten Weg des Starters bis zur Endposition konsequent durchgeführt werden, um ausreichend Drehzahl und Schwung zu erreichen und einem eventuellen Zurückschlagen des Motors und der damit verbundenen Verletzungsgefahr entgegenzuwirken. Nachdem der Motor gezündet hat und einige Umdrehungen sicher durchgelaufen ist, wird der Starter langsam nach oben zurückgeführt und eingeklappt.

## Mokick
Aus den Mopeds entwickelten sich Ende der 1950er-Jahre die Mokicks, die statt der fahrradähnlichen Tretkurbeln mit Pedalen über Fußrasten und Kickstarter verfügten. Das erste Mokick war die Jawa 50, an der ab 1956 der Kickstarter zum Einsatz kam.
Bei den sehr populären Kleinkraftrollern stellt der Kickstarter trotz meist vorhandenem Elektrostarter eine sinnvolle Rückfallebene dar, da diese Fahrzeuge bei defektem Elektrostart (z. B. durch eine leere Batterie) auch behelfsweise nicht durch einfaches Anschieben in Gang gebracht werden können, weil die Kraftübertragung mit Fliehkraftkupplung und Riemengetriebe nur bei laufendem Motor einen Kraftschluss zum Hinterrad hat.

## Andere Benennungen
In der technischen Dokumentation werden Kickstarter auch als Starterhebel bezeichnet, im deutschen Normenwerk des DIN wurde auch das Wort „Anlasshebel“ benutzt.

## Abweichende Definition in der Normung
In der Norm DIN EN 16029 Motorisierte (ride-on) Fahrzeuge ohne Zulassung für den öffentlichen Straßenverkehr, bestimmt für den Transport von Personen - Einspurige zweirädrige Kraftfahrzeuge - Sicherheitstechnische Anforderungen und Prüfverfahren; Deutsche Fassung EN 16029 2012, Ausgabe 2012:08 ist der Kickstarter abweichend von der Wikipedia-Definition definiert als „von Hand oder Fuß betriebene Vorrichtung, um das Fahrzeug in Betrieb zu setzen“.